# ナイキ エア・フォース1
エア・フォース1（Air Force 1）はナイキのバスケットボールシューズ。「ナイキエア」を搭載した世界初のバスケットボールシューズであり、1982年に発売された。デザイナーはBRUCE KILGORE(ブルース・キルゴア)。

## 機能
ヒールに備えたエアクッションや、アウトソールのピボットポイント、フィッティングを高めるためのアンクルストラップなど、発売当初のバスケットボールシューズとしては最新鋭の機能を備えていた。ヒールにエアバッグを内蔵することにより、本来であれば不安定な履き心地となるところを、シューズ全体に約5度の傾斜を加え安定感を得ることに成功した。またミッドソール内部をハニカム構造にすることで軽量化を図るといった工夫もなされている。

## ラインアップ
発売当初はHighカットのみのラインアップであったが、少し遅れてLowカットが販売される（正確には、1982年に既にLowカットの生産は行われていたとされている）。次第にストリートカルチャーに定着するに従い、よりファッション性を重視したMidカットが1994年から発売されるようになった。最初期モデルは白のアッパーにシルバーのスウッシュを持つHighカットであり、サイドパネルは一部メッシュ使用となっていた。甲のベンチレーションホールは当初存在しなかったが（通称エアフォース・ゼロ）、選手の要求により後に設けられることとなった。

## 後継種販売から生産終了まで
後継種であるエア・フォース2が1986年に発売されたことに伴い、エア・フォース1は一度生産を終了する。しかし生産終了後もストリートバスケットボールのシーンや一般ユーザーからの人気は根強かった。ボルチモア地区にある3つのシューズショップ「チャーリー・ルドー・スポーツ」、「ダウンタウン・ロッカールーム」、「シンデレラ・シューズ」の3店舗（後にこの3店舗は3アミーゴズと呼ばれるようになる）は、ナイキ本社に直々にエア・フォース1の再発売を申し出た。すると、1カラーあたり1200足販売することを条件に、このボルチモアの3店舗限定でエア・フォース1の再発売を行うことが許可された。再発売されるや否や、噂を聞きつけたユーザー達が西海岸からボルチモアまでエア・フォース1を購入しに訪れるようになった。以後、1990年代からは、ボルチモア地区以外でも正式に再発売が解禁された。またこの間の1988年に、最初のオリジナル版の復刻が行われた。この時期は、バスケットボールシューズとしては、エア・ジョーダンシリーズに代表されるハイテクシューズの台頭により、エア・フォース1はバスケットボールシューズという位置づけから次第にストリートシューズへと定着していくこととなる。とりわけLowカットは、着脱のし易さや快適性から一般ユーザーから好んで愛用されることとなり、ストリートシューズへの定着に拍車をかける要因となった。

## ストリートカルチャーにおけるエア・フォース1

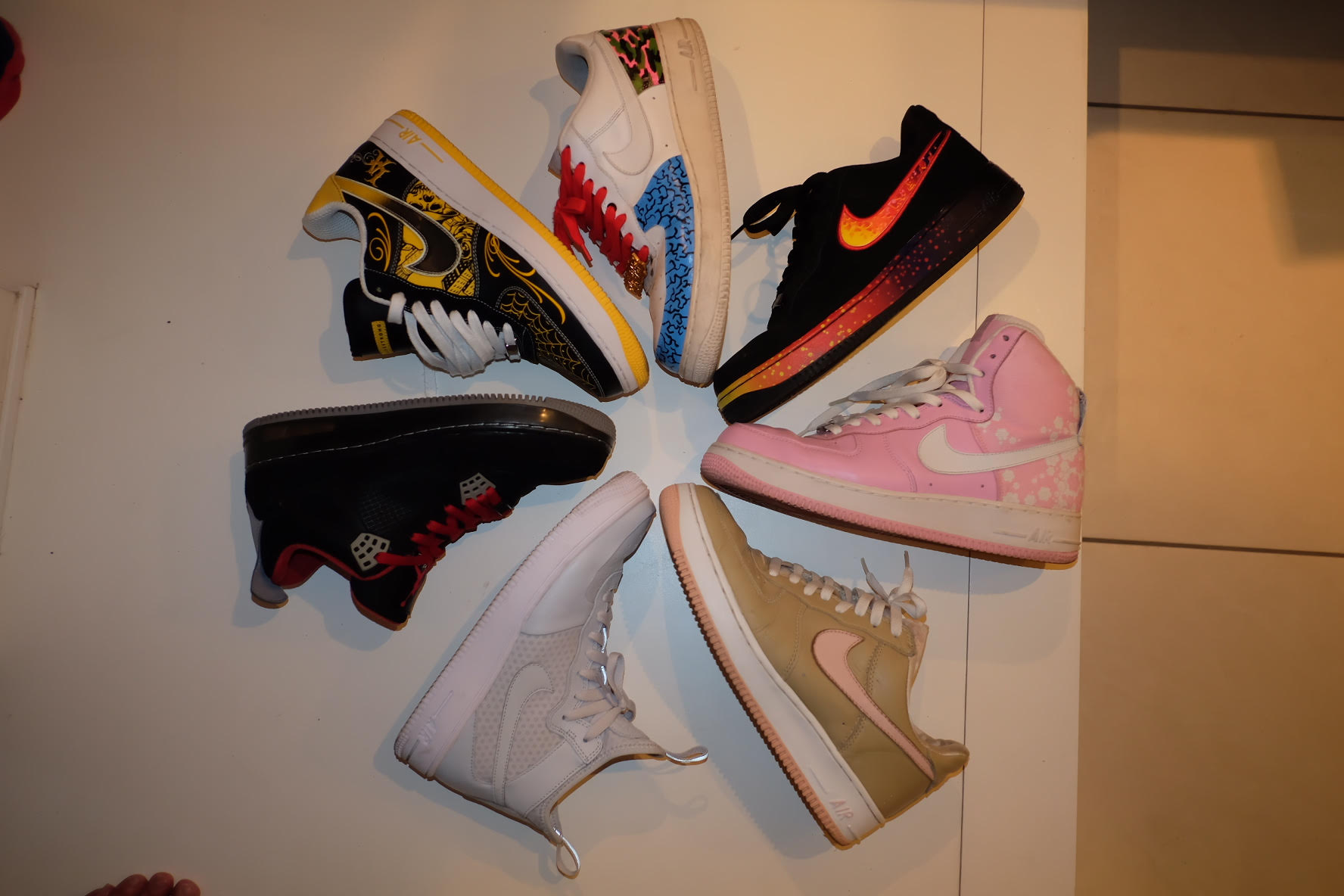
様々な様相をみせるAirforce1

バスケットボールシューズとしての一面があるにもかかわらず、上述したようにストリートカルチャーとも密接な関係を持つシューズである。このことは、多くのアーティストやファッションブランドのとコラボレーションモデル、コンセプトモデルの存在や、ニューヨーク・アップタウンのアパレルショップがエア・フォース1流行の発信源となったことからも明らかである。また全国でエア・フォース1の販売が解禁となった1990年代以降、素材も徐々に変化していく。アンクルストラップがレザー素材となったことや、靴紐に金属製デュブレが追加され、アッパーに用いる素材もキャンバス、パテント、ヌバックなどの様々なバリエーションが登場し、ストリートにおける人気シューズとしての地位を確立した。近年では、ウルトラソールやルナロン素材を搭載し軽量化したモデルや、アッパーにフライニットを用いたモデル、ミリタリーブーツから着想を得たデザインなど、快適性や機能性を追求したモデルも数多くラインナップされている。

## 「オリジナル・シックス」[2]
エア・フォース1発売年の1982年、ナイキが販売促進のため、6人のNBAプレイヤーを選出し、各人にオリジナルのエア・フォース1を配給した。この6人が世界で初めてエア・フォース1を履いてプレーしたバスケットボール選手であり、後に彼らは「オリジナル・シックス」と呼ばれるようになった。
オリジナル・シックスは以下の通り。
- モーゼス・マーロン（Philadelphia 76ers）

- ボビー・ジョーンズ（Philadelphia 76ers）

- マイカル・トンプソン（Portland Trail Blazers）

- カルバン・ナット（Portland Trail Blazers）

- マイケル・クーパー（L.A. Lakers）

- ジャマール・ウィルクス（L.A. Lakers）